# 李公權

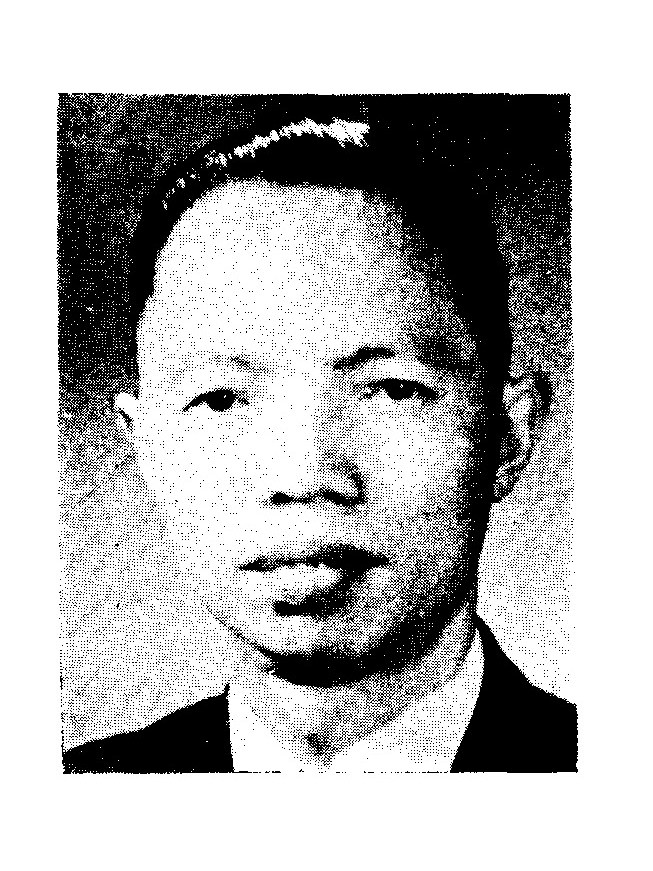
李公權近照

李公權（？年—？年），四川省富順縣人，中國青年黨人，民國卅七年（1948年），當選四川省第二選區立法委員。

## 經歷
- 國立西南聯合大學法學院社會學系畢業，法學士
- 國立清華大學國情普查研究所研究
- 國民參政會川康建設期成會
- 經濟動員策進會，經濟建設策進會視察
- 成都工業考察團團員
- 成都工業品展覽會宣傳組長
- 成都新中國日報社務委員兼資料室主任
- 經濟部工商部簡任秘書兼全國經濟調查委員會委員
- 中國青年黨四川省執行委員兼宣傳處長
- 中國青年黨中央評議委員、中央執行委員、中央常務委員
- 中央經濟專門委員會委員，政治專門委員會委員
- 中央政治委員會召集人兼宣傳組主任、外務組主任、組織組主任
- 八德鄉滅門血案律師

## 立法院會期
- 第１屆第８４會期: 司法委員會
- 第１屆第８３會期: 司法委員會
- 第１屆第８２會期: 司法委員會
- 第１屆第８１會期: 司法委員會
- 第１屆第７８會期: 司法委員會
- 第１屆第７８會期: 程序委員會
- 第１屆第４９會期: 程序委員會 (召委)
- 第１屆第４８會期: 程序委員會 (召委)
- 第１屆第４１會期: 經費稽核委員會 (召委)
- 第１屆第４０會期: 司法委員會
- 第１屆第３９會期: 司法委員會
- 第１屆第３８會期: 預算委員會
- 第１屆第３７會期: 預算委員會
- 第１屆第３６會期: 預算委員會
- 第１屆第３５會期: 預算委員會
- 第１屆第３４會期: 預算委員會
- 第１屆第３３會期: 預算委員會
- 第１屆第３２會期: 預算委員會
- 第１屆第３１會期: 預算委員會
- 第１屆第３０會期: 司法委員會
- 第１屆第２９會期: 司法委員會
- 第１屆第２８會期: 司法委員會
- 第１屆第２７會期: 司法委員會
- 第１屆第２６會期: 司法委員會
- 第１屆第２５會期: 司法委員會
- 第１屆第２４會期: 僑政委員會
- 第１屆第２３會期: 司法委員會
- 第１屆第２２會期: 司法委員會
- 第１屆第２１會期: 民刑商法委員會
- 第１屆第２０會期: 民刑商法委員會
- 第１屆第１９會期: 財政委員會
- 第１屆第１８會期: 財政委員會
- 第１屆第１６會期: 財政委員會
- 第１屆第１５會期: 財政委員會
- 第１屆第１４會期: 財政委員會
- 第１屆第１３會期: 財政委員會
- 第１屆第１２會期: 財政委員會
- 第１屆第１２會期: 程序委員會 (召委)
- 第１屆第１１會期: 財政委員會
- 第１屆第１０會期: 財政委員會
- 第１屆第９會期: 經濟委員會
- 第１屆第９會期: 財政委員會
- 第１屆第８會期: 財政委員會 (召委)
- 第１屆第８會期: 經濟委員會
- 第１屆第７會期: 經濟委員會
- 第１屆第７會期: 財政委員會
- 第１屆第５會期: 國防委員會
- 第１屆第５會期: 財政委員會

## 論著
- 「近癡隨筆」，民79（1990），臺北市 : 民主國家雜誌社,